# Ovo (alimento)

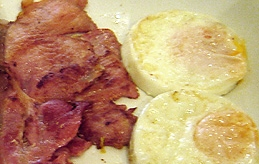
Ovos com toucinho, um lanche matinal comum em diversos países

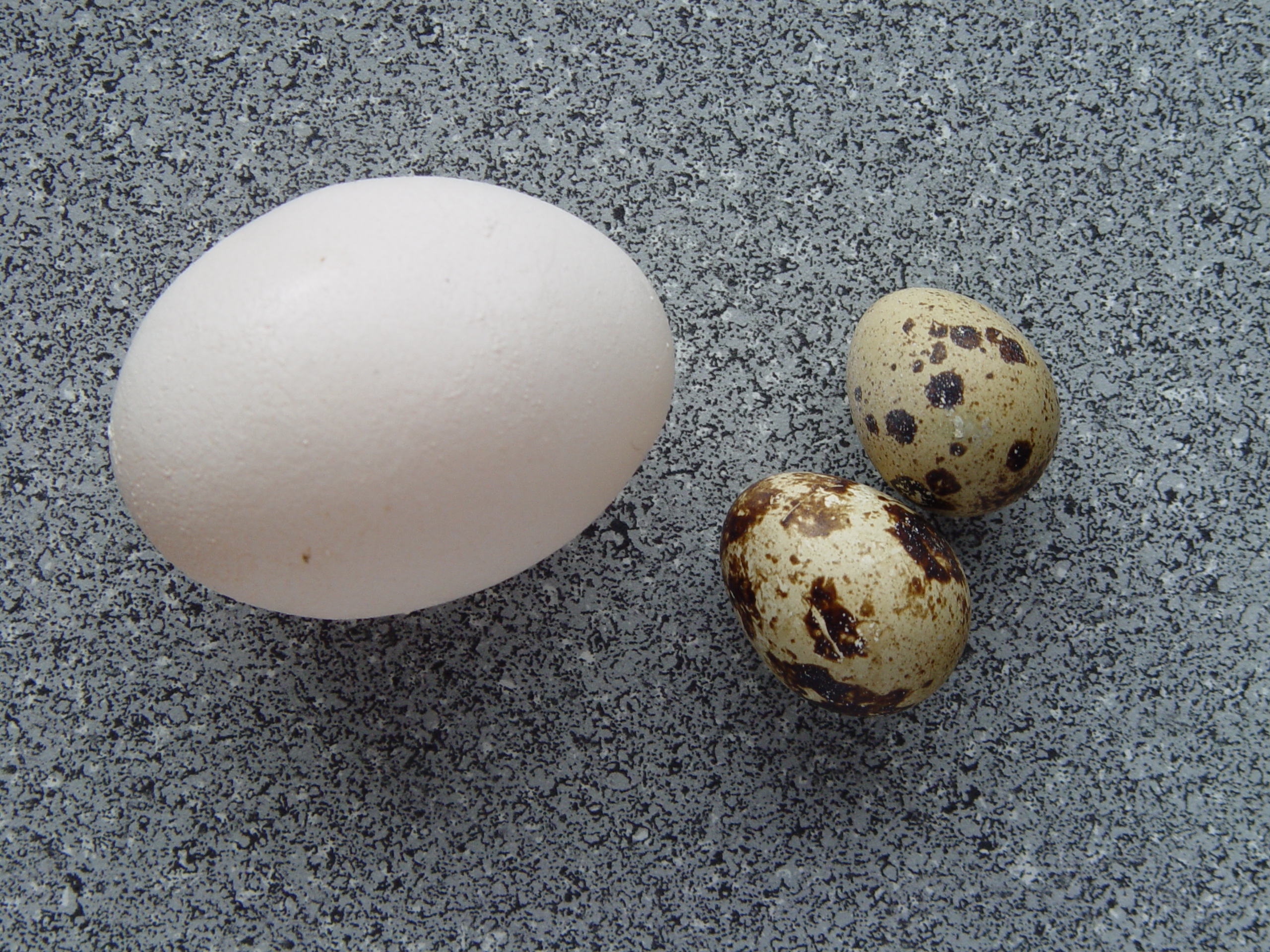
Esquerda: Ovo de galinha, o tipo mais comum de ovo consumido pelos humanos e dois ovos de codorna na direita

Ovo, do ponto de vista alimentício, é um alimento de origem animal, podendo ser de diversas espécies animais, incluindo aves, répteis, anfíbios e peixes. São consumidos pelos humanos ao longo de milhares de anos. Ovos de aves e répteis consistem basicamente de casca do ovo, da clara do ovo e da gema. Os ovos mais consumidos são os de galinha, seguidos pelos de codorna, pata, além de ovas de peixes como o caviar e os presentes na culinária oriental.

## Produção
São produzidos de forma industrial, em setores granjeiros específicos, a avicultura, considerado de grande importância econômica e/ou através de métodos tradicionais, onde são produzidos em sítios e fazendas, usando métodos menos industrializados, este com menor importância econômica.
A criação de galinhas e de outros animais pelo homem surgiu há milhares de anos. Na península ibérica surgiu há cerca de 8.000 anos como uma atividade doméstica ligada ao meio rural. A seleção das raças de galinhas poedeiras (que só produzem ovos) são conseguidas através da seleção artificial, onde consegue-se gerar galinhas para corte, conhecidos como frangos, e galinhas exclusivas para produzir ovos. Estas atividades remontam aos primeiros anos do século XX, contudo a avicultura não era tratada como atividade granjeira até os anos 60, onde nasceu a atividade da avicultura intensiva, apoiada pelos desenvolvimento de rações compostas e em inovações tecnológicas na produção.
Atualmente, o maior produtor de ovos da Europa é o Reino Unido, seguido por França e Espanha. A nível mundial, a China é com grande diferença o maior produtor de ovos no mundo, com cerca de 43% da produção mundial.

## Estrutura

### Casca
A casca é a cobertura externa do ovo, formada fundamentalmente por carbonato de cálcio. A superfície é porosa e por sua vez coberta por uma fina película mucosa. Representa entre 10 e 11 por cento do peso total do ovo.
Para o consumo, a casca deve ser lisa, sem granulações nem enrugamentos e fissuras, pois qualquer um desses defeitos indicam alguma anomalia no processo de depósito do carbonato de cálcio, e como consequência, tornam-se mais frágeis. A debilidade da casca ou as malformações podem ter origem em carências nutritivas, doenças inflamatórias no oviduto ou idade avançada da galinha.

### Clara
A clara é composta basicamente de albúmen, trata-se de uma substância aquosa e viscosa, praticamente transparente e sem odor próprio, segregada por certas glândulas as aves possuem no oviducto. A clara é rica em proteínas e é de alta digestão. Representa de 55 a 60 por cento do total do ovo.
Na clara podemos distinguir as duas partes, a parte interna, mais fluídica, e outra externa, mais rígida. Também existe uma pequena membrana na parte interior onde é unido a clara a gema.

### Gema

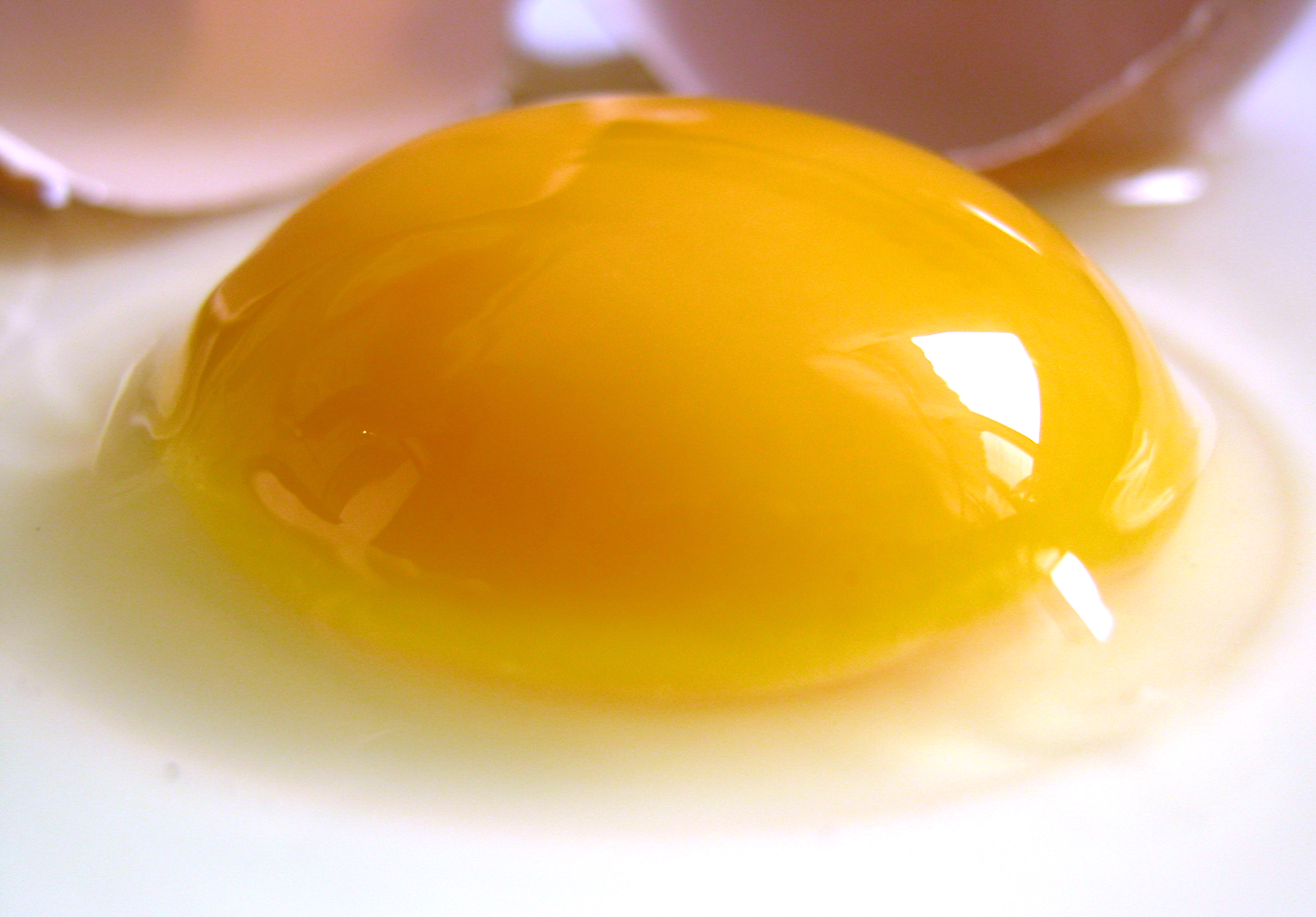
Gema de ovo

Situada centralmente no interior do ovo e de forma esférica, é mais densa que a clara, e possui coloração amarela alaranjada, de intensidade variável. Esta cor deve-se aos  pigmentos naturais como xantofila e caroteno dissolvidos na gordura. A gema representa de 20 a 31 por cento do peso total. E nela concentra-se a parte mais gordurosa e calórica do ovo.
Esporadicamente, sendo mais frequente em galinhas novas e de recente postura, pode surgir ovos com duas gemas, como consequência de uma falha de sincronização na produção do óvulo no ovário. Muito mais raros, mas também possível é o aparecimento de ovos sem gemas, formados normalmente devido fragmentação do tecido desprendido do ovário, no oviduto.

## Composição nutritiva média
| Composição nutritiva          | Composição nutritiva |
| ----------------------------- | -------------------- |
| Energia                       | 160 cal/100 gramas   |
| Proteína                      | 24%                  |
| Gordura (Ovo completo)        | 0,1%                 |
| Gordura (gema)                | 31,9%                |
| Ácidos graxos saturados       | 3,3%                 |
| Ácidos graxos monoinsaturados | 4,9%                 |
| Ácidos graxos poliinsaturados | 1,8%                 |
| Biotina                       | 20% CDR              |
| Riboflavina                   | 40% CDR              |

Os ovos são considerados habitualmente como alimento saudáveis, completos e de boa digestão, além de alto valor nutritivo. A sua capacidade energética está em cerca de 160 calorias por cem gramas, sendo superior nos ovos de pata (189 calorias). Além de que seu preço é acessível e de boa relação custo/benefício.
O ovo é rico em proteínas (12%), que possuem todos os aminoácidos essenciais em concentração e proporções equilibradas. De efeito, a proteína do ovo, ovoalbúmina, é considerada como a proteína padrão ou de referência para comparar o valor nutritivo das proteínas de outros alimentos.
Possuem vitaminas do complexo B, A e D (esta localizadas exclusivamente na gema, por serem vitaminas lipossolúveis). O consumo de um ovo por dia, aproxima-se de 40% das nescesidades diárias de biotina (B7), vitamina necessária em numerosas funções orgânicas; também cobre 20% de riboflavina (ou vitamina B2). Os ovos não possuem quantidade significativas de vitamina C.
O ovo também contém alguns sais minerais, porém convém demonstrar que a quantidade de ferro do ovo é relativamente baixa.
Outros componentes presentes no ovo é a colina, uma amina essencial que favorece o desenvolvimento do sistema nervoso central no feto e atribuem-se efeitos positivos sobre a memória; luteína e zeaxantina, ambas do grupo das xantofilas, relacionadas por algumas fontes como favoráveis na redução das cataratas. Contudo, o National Eye Institute não possui evidências significativas que indiquem ou apoie esses efeitos.

## Colesterol
O aspecto mais controverso dos ovos é sua riqueza em colesterol LDL (colesterol mau): 410 mg/100 g, que se concentra praticamente na gema, no que chega a cerca de  1.260 mg/100g. Esses números correspondem a cerca de 250 mg de colesterol em um ovo de tamanho médio. Por essas razões, desaconselha-se o uso de o consumo de ovo para pessoas com risco cardiovasculares.
Contudo, comprovou-se que o acúmulo de colesterol em nossas artérias são proveniente de outras fontes, como comidas industrializadas, fast-foods, associados com o metabolismo e ausências de atividade física, obesidade, sedentarismo e outros fatores. Com isso conclui-se que seus efeitos no nível de colesterol não são relevantes e não tem nenhuma relação direta com o índice de mortalidade por doenças cardiovascular.
Por outro lado, existe no mercado estudos para desenvolvimento de ovos de galinhas com baixo nível de colesterol, onde são enriquecidos com omega-3, um ácido graxo considerado cárdio-protetor.

## Classificação
Conforme algumas legislações, incluindo a europeia, os ovos são classificado em duas categorias:
- Categoria A: Ovos frescos, destinados ao consumo humano, podendo ser usado na indústria.
- Categoria B: ovos destinados exclusivamente ao uso industrial, sendo da indústria alimentícia ou não.

## Códigos nos Ovos Comerciais na União Europeia
Todos os ovos comerciais na União Europeia são carimbados com um código, este código permite saber a origem do ovo e tipo de produção, este está formato desta forma: 1PT22 - 333, sendo o 1 o tipo de ovo, PT o pais da exploração no formato ISO3166, 22 a região da exploração e 333 o codigo da exploração especifica.
Os tipos de ovos podem ser:
- 0 - Ovo de Criação Biológica (A galinha é alimentada com ração biológica e pode ser criada ao ar livre ou solo)
- 1 - Ovo de Criação ao Ar Livre (A galinha é criada num celeiro com acesso ao ar livre)
- 2 - Ovo de Criação no Solo (A galinha é criada num celeiro sem acesso ao ar livre)
- 3 - Ovo de Criação em Gaiola (A garlinha é criada numa gaiola)

## Cores

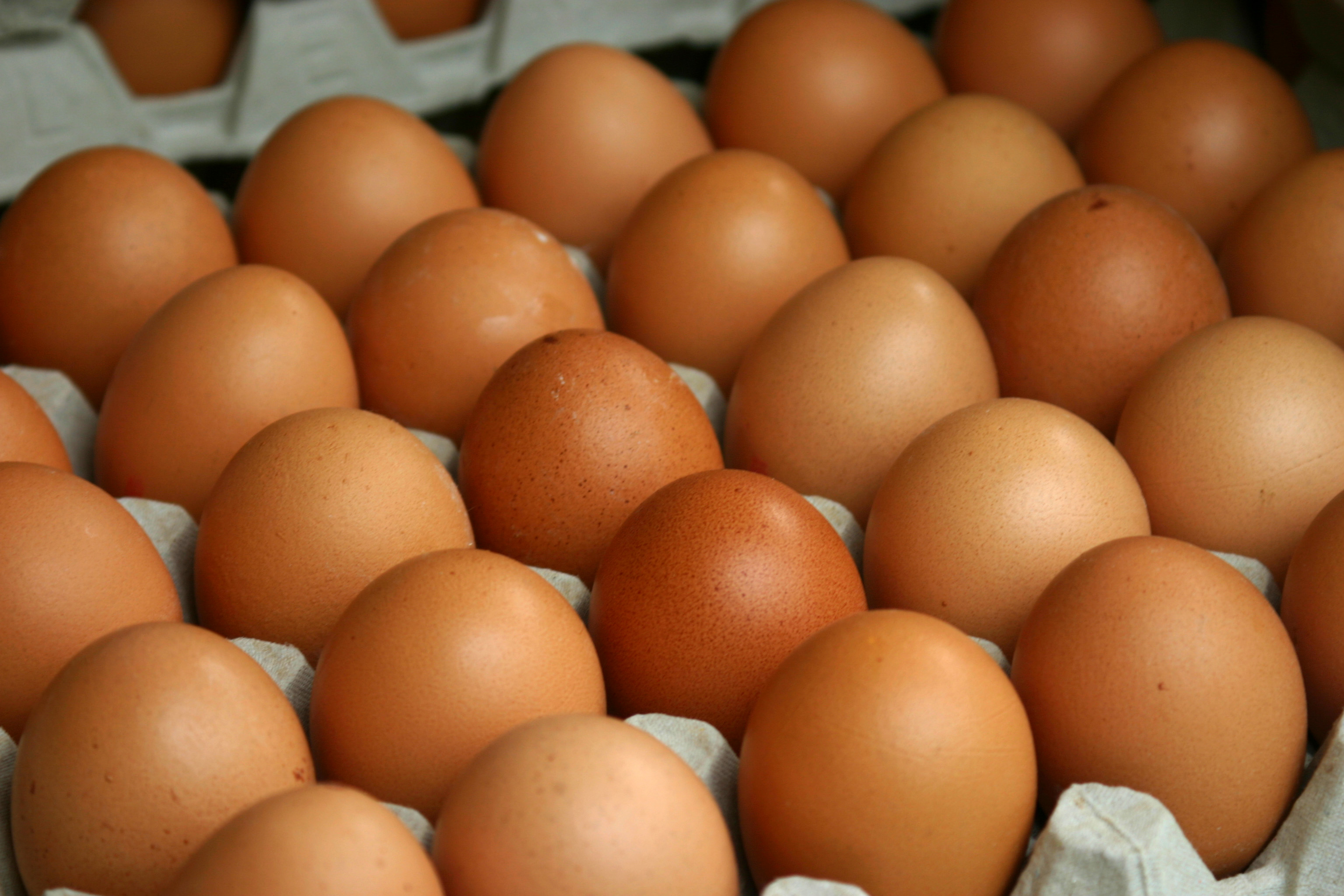
Ovos morenos

A cor da casca dos ovos, branca ou marrom, é um caráter genético, consequência da raça da galinha e não tem nenhuma relação com a qualidade nutritiva ou gastronômica. Ainda assim, observa-se que em alguns países existe uma preferencia para ovos brancos; esta preferência é observada nos Estados Unidos, Brasil, Canadá, Finlândia, Índia, México ou Noruega.

## Riscos para a saúde
Um ovo que foi posto por uma galinha saudável, recolhido no tempo certo, manipulado com cuidado e respeitando as regras e condições de higiene é considerado como seguro. Porém a realidade é que nem sempre temos essas circunstâncias. O problema sanitário mais relevante que pode provocar o consumo de ovos é a salmonelose, causada pela bactéria salmonella e que pode infectar até 1% dos ovos de galinha. Os Centros de Controle de Doenças dos EUA estimam que cerca de 0.005% dos ovos estejam contaminados com salmonella.
Segundo a Sociedade Brasileira de Cardiologia, o consumo de colesterol alimentar deve ser < 300 mg/dia para auxiliar controle da colesterolemia, sendo que o consumo de ovo deve ser moderado (até 1 por dia) para população em geral e restrito para diabéticos.